# Chien courant du Sud
Le chien courant du Sud (southern hound) est une race de chien anglaise éteinte. La date exacte d'extinction n'est pas connue, mais il est probable que ce chien ait existé jusqu'au XIXe siècle, au même titre que le north country beagle.

## Histoire
L'origine du chien courant du Sud n'est pas claire : on présume qu'il est le résultat d'un croisement entre talbot et greyhound effectué pour obtenir un chien à l'odorat fin (caractéristique du talbot) et rapide (caractéristique du greyhound). William Youatt postule que les origines du chien courant du Sud remontent à bien avant l'arrivée des Normands et qu'il était utilisé par les Bretons insulaires.
La popularité du chien courant du Sud décrut durant le XVIIIe siècle. Au XIXe siècle, des meutes étaient toujours utilisées dans le Devon et la race était parfois utilisée en addition avec des foxhounds anglais : le chien courant du Sud était chargé de retrouver la trace du gibier perdu de vue grâce à son odorat. Certains furent employés au pays de Galles pour des chasses au furet et ils ont aussi été utilisés pour chasser la loutre avant d'être employés au développement du otterhound.
La race contribua probablement à l'amélioration de nombreuses races modernes : beagles, harriers, foxhounds, coonhounds et chien de Saint-Hubert entre autres.

## Description
C'était un grand chien, lourd, avec une tête carré et de longues oreilles. Il avait une poitrine profonde, un corps long et osseux, et une voix mélodieuse et profonde. Il était plutôt lent, mais avait un excellent odorat. En raison de son manque de vitesse et de son tempérament mesuré, il était considéré comme un bon choix pour la chasse au lièvre ou au daim, qui peuvent se fatiguer durant la poursuite mais ne peuvent pas se cacher dans un terrier, comme le renard ou le lapin.
Il était commun au sud du fleuve Trent dans les années 1700 (le terme « southern hound » signifie littéralement « chien courant du sud ») ; au nord, on trouvait plutôt le chien courant du Nord, plus rapide mais avec un odorat moins performant. En 1859, dans son livre The Dog, in Health and Disease, Stonehenge déclare que les deux races peuvent être différenciées grâce à la peau du cou en accordéon du chien courant du Sud, mais les illustrations de ce même livre ne montrent pas ce détail anatomique. Il est probable que les auteurs du milieu du XIXe siècle confondaient chien courant du Sud, chien courant du Nord et talbot.